# Martin Margiela

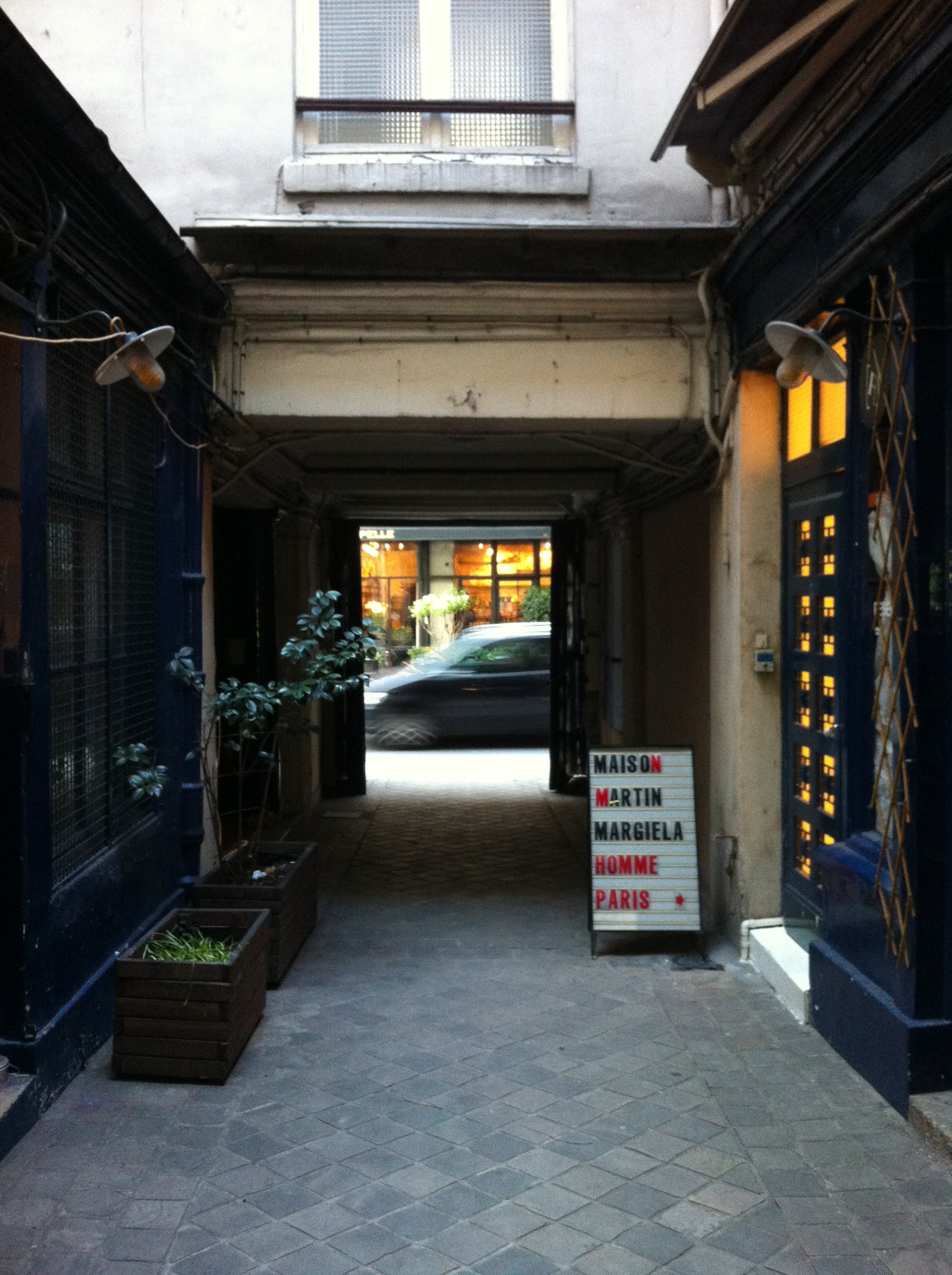
Maison Martin Margielas butik för deras herrkollektion i Paris, Frankrike, 2012

Martin Margiela, född 9 april 1957 i Leuven, Belgien, är en belgisk modeskapare.
Margiela studerade på Antwerpens Konsthögskola, efter avslutad utbildning arbetade han som frilansande designer. Mellan 1985 och 1987 arbetade han för Jean Paul Gaultier innan han släppte sin första kollektion under eget namn. 1997 blev han chefsdesigner för Hermès damlinje. 